# 马歇尔县 (亚拉巴马州)
马歇尔县（英語：Marshall County）是位于美国亚拉巴马州东北部的一个县，县治甘特斯维尔。根据美国人口调查局2000年统计，人口为82,231，其中白人占93.38%、非裔美国人占1.47%。